# Keldrimäe
Keldrimäe (betyder 'Källarkullen' på estniska) är en tätbebyggd stadsdel i distriktet Kesklinn i Estlands huvudstad Tallinn. Stadsdelen ligger i östra delen av Tallinns centrum, sydost om den historiska innerstaden. Bebyggelsen domineras av stalinistisk arkitektur från 1950-talet och hyreshus från den sovjetiska epoken.
I stadsdelen ligger Tallinns centralmarknad och den rysk-ortodoxa kyrkan, namngiven efter den kända Gudsmoderikonen från Kazan. Kyrkan är Tallinns äldsta bevarade träkyrka, uppförd under Peter den stores regering i början av 1700-talet.